# Птолемаидская митрополия
Птолемаи́дская митрополия (греч. Ιερά Μητρόπολη Πτολεμαίδος) — епархия Александрийской православной церкви на территории египетских мухафаз Луксор, Асуан, Минья, Эль-Файюм, Асьют и Бени-Суэйф. Кафедра расположена в городе Эль-Минья, Египет.
Архиерей носит титул «митрополит Птолемаидский, ипертим и экзарх Верхнего Египта».

## История
Город Птолемаида Фиваидская, который в современном Египте называется Menshiyeh, в IV-VI веках был местом кафедры одноимённой архиепархии в римской провинции Фиваида Вторая Византийского Египта. Архиепархия Птолемаиды Фиваидской была частью Александрийского Патриархата.
Историки Мишель Лекьен и Пий Бонифаций Гамс идентифицируют архиепархию Птолемаиды Фиваидской с епархией Тиниса на основании того, что первый из трёх известных епископов Аммоний носил титул «in Diospoli et in Ptolemaide» (в Диосполе и Птолемаиде), а двое последующих епископов имели титул «episcopi Thyneos» (епископ Тиниса).
Птолемаидская кафедра была восстановлена как митрополия в 1901 году. 3 декабря 1940 года Птолемаидская митрополия была упразднена и присоединена к Нубийской.
27 октября 2004 года решением Священного Синода Птолемаидская митрополия была воссоздана с центром в Эль-Минье в границах мухафаз Минья, Файюм, Луксор, Асьют, Асуан, Бени-Суэйф, будучи выделенной из Александрийской архиепископии. Правящему епископу был усвоен титул «митрополит Птолемаидский, ипертим и экзарх Верхнего Египта».

## Епископы
- Михаил (Триандафиллидис) (3 августа 1908 — 9 ноября 1914)
- Парфений (Даниилидис) (15 ноября 1919 — 9 декабря 1931)
- Анфим (Росмарис) (1 июля 1934 — 6 апреля 1937)
- Протерий (Павлопулос) (27 октября 2004 — 26 ноября 2014)
- Эммануил (Кьяйас) (26 ноября 2014 — 15 февраля 2024)
- Пантелеимон (Арафимос) (с 15 февраля 2024)